# 第43屆金馬獎
第43屆金馬獎，2006年華語電影界的年度盛事之一，表揚2006年度傑出電影與電影工作者。頒獎典禮於2006年11月25日晚間7時於台北小巨蛋舉行。本屆主題為「2006台北金馬獎－繁花盛開金馬來」，典禮主持人為蔡康永、侯佩岑，電視轉播由東風衛星電視台製播。

## 簡介
蔡明亮導演因不滿《黑眼圈》只入圍最佳音效與女配角（蔡宝珠）兩項獎，而評審還批評不宜過於沈浸個人風格，而是應該要感動人，還要考慮到票房與觀眾的接受度，召開記者會，宣佈退出金馬獎。
張震以《吳清源》入圍最佳男主角獎，後因不符合資格，而遭取消入圍。
本屆香港電影《父子》、《如果·愛》分庭抗禮，《父子》獲得最佳影片、男主角、男配角三項獎，而《如果·愛》奪下最佳導演、女主角、攝影、原創音樂四項獎，其他《夜宴》、《盛夏光年》、《放逐》等片亦受矚目。
《父子》讓郭富城蟬聯最佳男主角，平了成龍所創第29、30兩屆蟬聯紀錄。同片飾演兒子的吳景滔，以9歲稚齡入圍新人與男配角獎，最終得到最佳男配角，創金馬最年輕得主紀錄。香港導演陳可辛執導之《如果·愛》使其首度獲得金馬肯定，也讓同片演員周迅封后。2013年，陳可辛獲金雞獎，成為唯一一位獲金馬獎、香港金像獎、金雞獎三大導演獎大滿貫之華人導演；而周迅獲得金馬獎最佳女主角之後，亦成為中國大陸女演員中唯一獲得金馬獎、香港金像獎、金雞獎大滿貫之影后．
年度臺灣獎項更名為「福爾摩沙獎」，由《一年之初》獲得，此片入圍剪輯、原創音樂、福爾摩沙影片獎共三項並全數得獎，觀眾票選最佳影片則由杜琪峰執導的《放逐》獲得。

## 評選過程
今年的女主角競爭上非常激烈，斯琴高娃是資深演技派人物，加上劉嘉玲帶著呼聲而來，最終卻都敗給周迅。尤其是斯琴高娃的落敗，王清華向記者解釋：“她一直都表現得很內斂、很有深度，演技沒得說，但是我們看了影片覺得還是這個樣子，和她以前的角色沒有太大的突破。”對於周迅，除了她本人演技嫻熟，能把一個鄉下來的女孩子和浮華絢麗頂端的人演得都那麼好，已經不錯了，“何況電影《如果·愛》本身很成功，這部絢麗的電影給周迅加分不少”。
“其實今年入圍最佳影片提名的五部影片，都有點'瑕疵'，並沒有太突出的作品。”本屆金馬獎評審團主席張昌彥，在頒獎禮結束後對今年的參賽片做出了如此點評，“評審們經過很多次討論，覺得《父子》把一種沉淪不能自拔，依然努力活著的父子生活拍了出來，讓我們體會到並引起了共鳴。所以我們最終決定，把最大獎頒發給《父子》。”
今年大部分的獎項都是在第一輪投票中就有了結果。 “影帝郭富城和影后周迅，都是第一輪就得到10個評委支持(共有13個評委參與投票)，根本沒有給吳鎮宇和劉嘉玲機會。另外，陳可辛也是第一輪就以8∶3把《放·逐》的導演杜琪峰比下去了。”
唯一讓評審們頭痛的獎項是最佳原創劇本。撰寫了《瘋狂的石頭》的寧浩，是經過了評審們三輪的投票，才以微弱優勢擊敗台灣影片《指尖的重量》。

## 入圍暨得獎名單
下列之標記為該獎項之得獎者。

## 表演節目
- 斷被山之唸 ─ 蔡康永、侯佩岑
- 東方不敗之風雲再起 ─  李玟
- 曼波女郎之春光乍現 ─ 莫文蔚
- 舊情綿綿之歌聲戀情 ─ 阿杜
- 如果愛之人間有恨 ─ 蔡康永、侯佩岑
- 愛情萬歲 ─ 甄妮

## 多項提名
多項提名電影
- 12項《如果·愛》
- 7項《父子》
- 6項《詭絲》與《夜宴》
- 4項《指尖的重量》與《鬼域》與《盛夏光年》與《瘋狂的石頭》與《放·逐》
- 3項《姨媽的後現代生活》與《一年之初》
- 2項《愛麗絲的鏡子》與《龍虎門》與《斑馬線上的男人》
- 1項《臥虎》與《看上去很美：小紅花》與《師奶唔易做》與《情義我心知》與《情癲大聖》與《霍元甲》與《狗咬狗》與《松鼠自殺事件》與《風中的秘密》與《鬼鄰》與《花宅53號》與《奇蹟的夏天》與《好奇害死貓》與《醫生》

### 得獎統計
終身成就紀念獎、非競賽獎項不列入統計。
- ：《如果·愛》
- ：《父子》與《一年之初》
- ：《放·逐》與《夜宴》
- ：《看上去很美：小紅花》與《盛夏光年》與《愛麗絲的鏡子》與《松鼠自殺事件》與《瘋狂的石頭》與《詭絲》與《風中的秘密》與《奇蹟的夏天》

## 評審名單
吳珮慈、鄭文堂、韓允中、金性洙、渡邊孝好、蔡國榮、郎祖筠、小蟲、張靚蓓、張婉婷、馮賢賢、李道明、張昌彥

## 追思逝世影人
本年度金馬獎的追思逝世影人單元，現場播放張國榮演唱的《追》作為背景音樂。以下是追思影人的名單（按影片中出現順序列出）：

| - 張國興——電影製片。 - 關海山——演員。 - 劉維斌——導演、演員、編劇。 - 董驃——演員。 | - 吳桓——導演、演員、編劇。 - 金滔——演員。 - 高幸枝——演員、電視製作人。 - 張弘毅——電影配樂。 |

## 外部連結
- 第43屆金馬獎名單 （页面存档备份，存于）（繁體中文）
- 國家電影中心圖書館-第四十三屆金馬獎頒獎典禮
- 時光網-第43届台湾电影金马奖 （页面存档备份，存于）